# Koleje ČVUT v Podolí

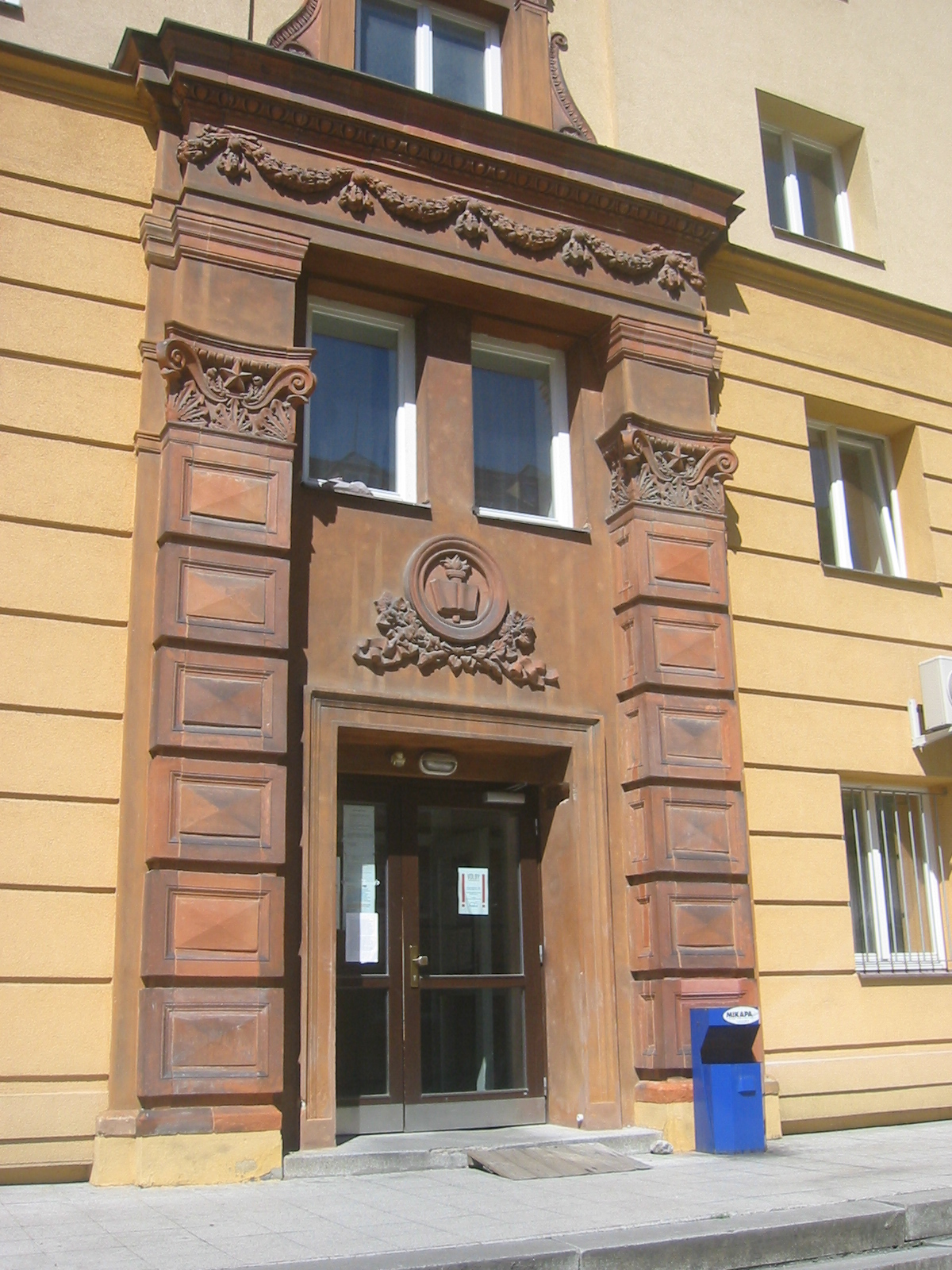
Vstup do koleje

Koleje ČVUT v Podolí jsou vysokoškolské koleje Českého vysokého učení technického v městské části Praha 4-Podolí, od roku 2019 památkově chráněné.
Budovy postavené v letech 1954–1955 navrhl architekt Jan Krásný. Jedná se celkem o osm objektů, z nichž se 6 využívá jako ubytovny. Jejich původní kapacita byla dle některých zdrojů 1500 lidí, dle jiných dokonce 1700. Současná kapacita je 1000 lůžek.
Ubytovaní mají k dispozici dvě venkovní hřiště s umělým povrchem, bary a čajovnu. V budově menzy je dále sportoviště, které zahrnuje posilovnu, tělocvičnu a saunu.
Projektanti vybudovali areál kolejí ve stylu socialistického realismu – takzvané „Sorely“. Jen vstupy a propojení budov se snažili připodobnit k renesančním stavbám, proto zde byly uplatněny prvky architektonického tvarosloví, jako například atiky, pilastry, edikuly či arkády.
Síť, posilovnu a jiné volnočasové aktivity na kolejích v Podolí zajišťuje už od roku 1998 studentský klub Pod-O-Lee.